# 保罗·戈达德
保罗·戈达德（Paul Goddard，1962年10月18日—）是一位澳大利亚籍性格演员（Character Actor）。

## 经历
戈达德在试镜《遥远星际》（Farscape）的天蝎座角色（Scorpius）后，在电影《黑客帝国》中扮演布朗特工（Agent Brown），在科幻电视连续剧《遥远星际》中扮演斯塔克（Stark）。
他还出演过《永恒的秘密家庭》（The Everlasting Secret Family）、《小猪宝贝》（Babe）和《金刚战士 电影版》（Mighty Morphin Power Rangers: The Movie）等电影，以及电视连续剧《儿子和女儿》（Sons and Daughters）、《遗失的世界》和（All Saints）。
戈达德也曾在澳大利亚电视真人秀节目澳洲超级模特儿新秀大赛 “Australia's Next Top Model” 中担任表演教练。